# Madonna del Monte
La Madonna del Monte (già San Nicolò della Cavana, Beata Vergine del Rosario)   è una piccola isola della laguna Veneta settentrionale.
Posta fra San Giacomo in Paludo e Mazzorbo, lungo il canale San Giacomo, è costituita da due isolotti un tempo uniti da una stretta lingua di terra arginata da una palizzata e distrutta da una mareggiata a metà Novecento.

## Storia
Nel 1303 quattro benedettine vi fondarono un piccolo monastero intitolato a San Nicolò protettore dei naviganti e costruirono anche un riparo per le imbarcazioni che provenivano dal fiume Sile e dirette al Venezia, da cui l'antico toponimo di San Nicolò della Cavana. Tuttavia, a causa della povertà del luogo, il cenobio attirava ben poche novizie e nel 1430, morte le ultime monache rimaste, rimase vuoto. Nel 1432 il vescovo di Torcello Filippo Paruta ne decise la soppressione, aggregandolo al monastero di Santa Caterina di Mazzorbo.
Nel 1648 l'isola venne utilizzata da alcuni seguaci di san Paolo di Tebe come luogo di eremitaggio, ma fu rapidamente abbandonata.

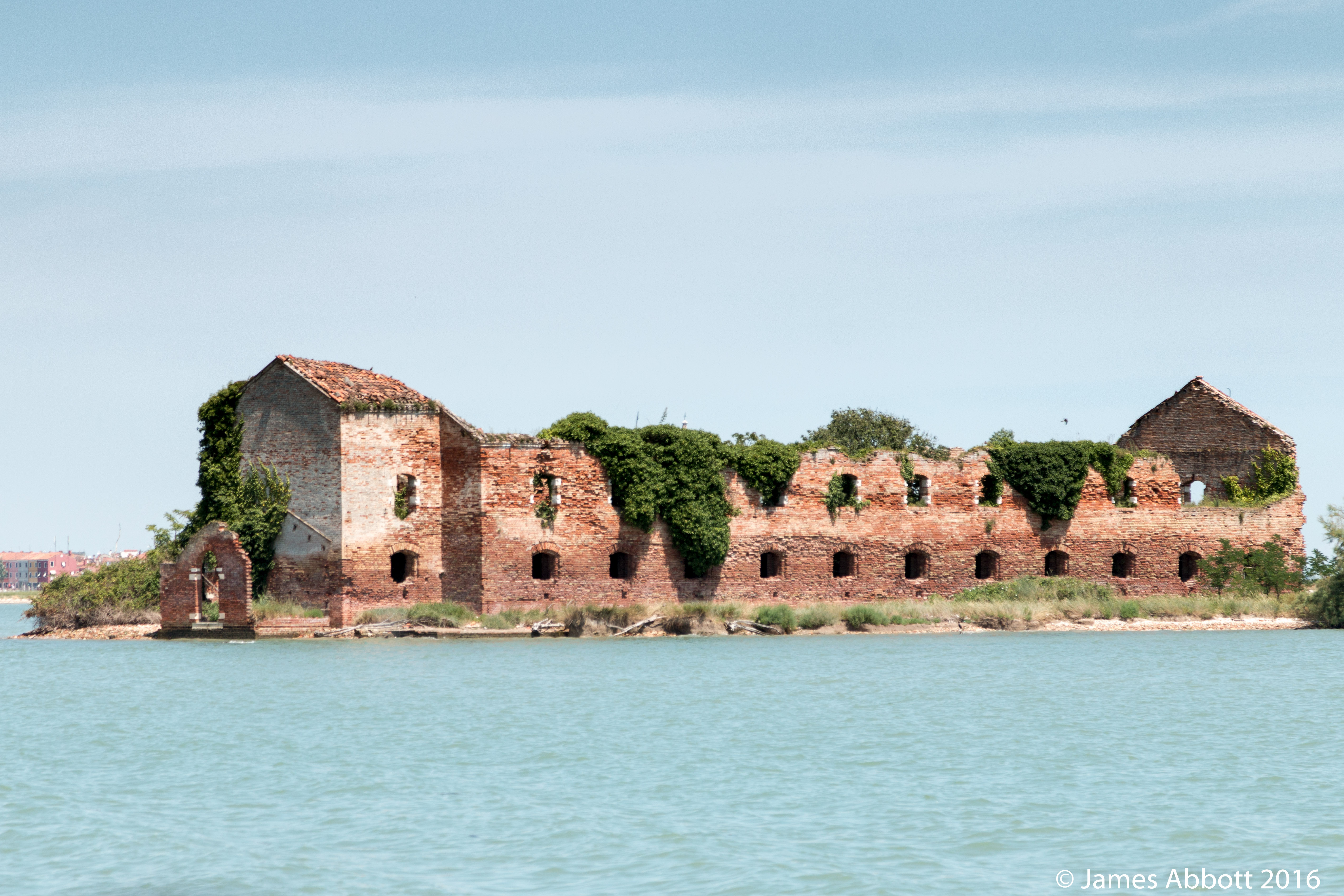
Ruderi dell'ex polveriera

Solo nel 1712 venne recuperata dal veneziano Pietro Tabacco che vi fece erigere una chiesa dedicata alla Madonna del Rosario (detta comunemente Madonna del Monte, da cui l'odierno toponimo). Vi furono annesse alcune abitazioni dove trovò sede una confraternita che si occupava della conservazione del luogo sacro.
Chiuso in seguito alle soppressioni dell'epoca napoleonica, il complesso fu raso al suolo verso la metà dell'Ottocento. All'inizio del Novecento vi fu eretta una polveriera che fu utilizzata sino alla seconda guerra mondiale.
Oggi la Madonna del Monte, di proprietà privata, è nuovamente abbandonata. Sull'isola principale sorgono le mura perimetrali della ex polveriera, seminascoste da un boschetto di robinie, mentre sull'isolotto minore sussistono i resti di un corpo di guardia. Come per altre piccole isole lagunari, sono state avanzate numerose proposte di recupero che però non sono ancora andate in porto.

## Galleria d'immagini

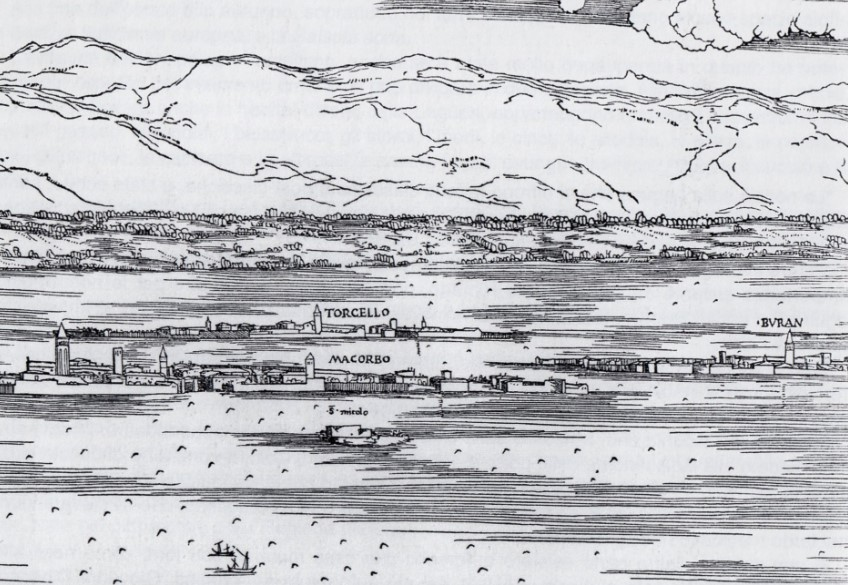
Jacopo de' Barbari (Venezia 1450 - Bruxelles 1516), Veduta di Venezia, xilografia, 1500,
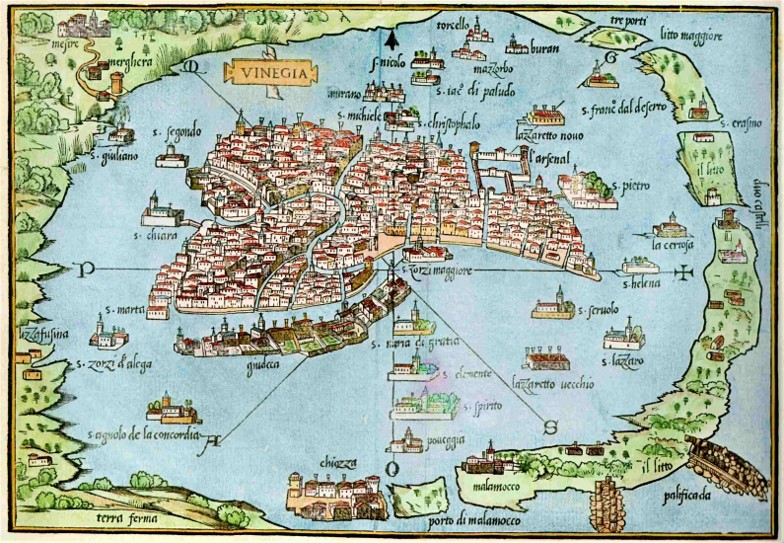
Bordone, Benedetto Bordone,Veduta di Venezia, 1528
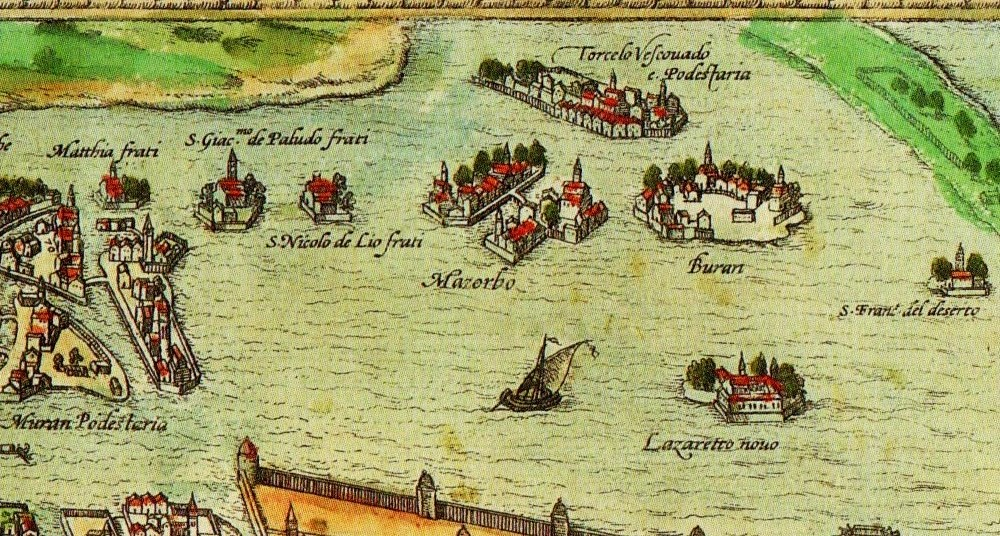
Georg Braun e Frans Hogenberg, Civitas orbis terrarum, 1612, particolare con San Nicolò della Cavana
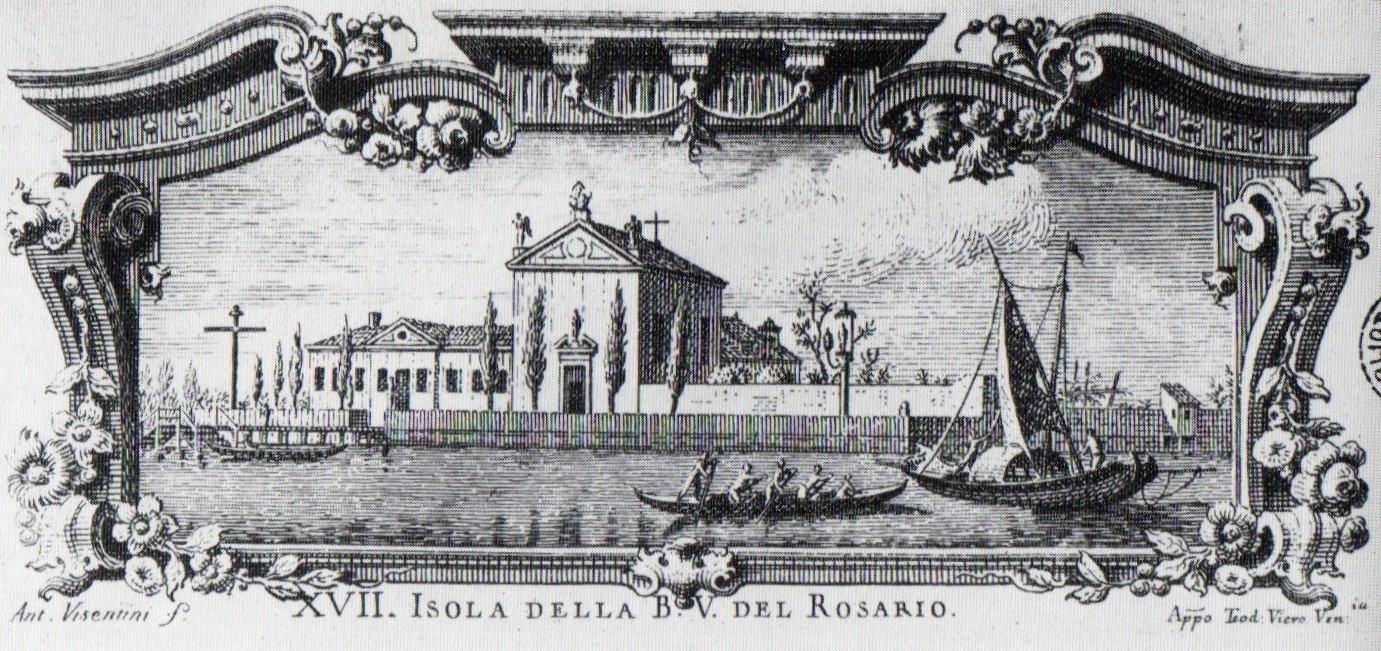
Antonio Visentini, Isola Beata Vergine del Rosario, Isolario Veneto, 1777
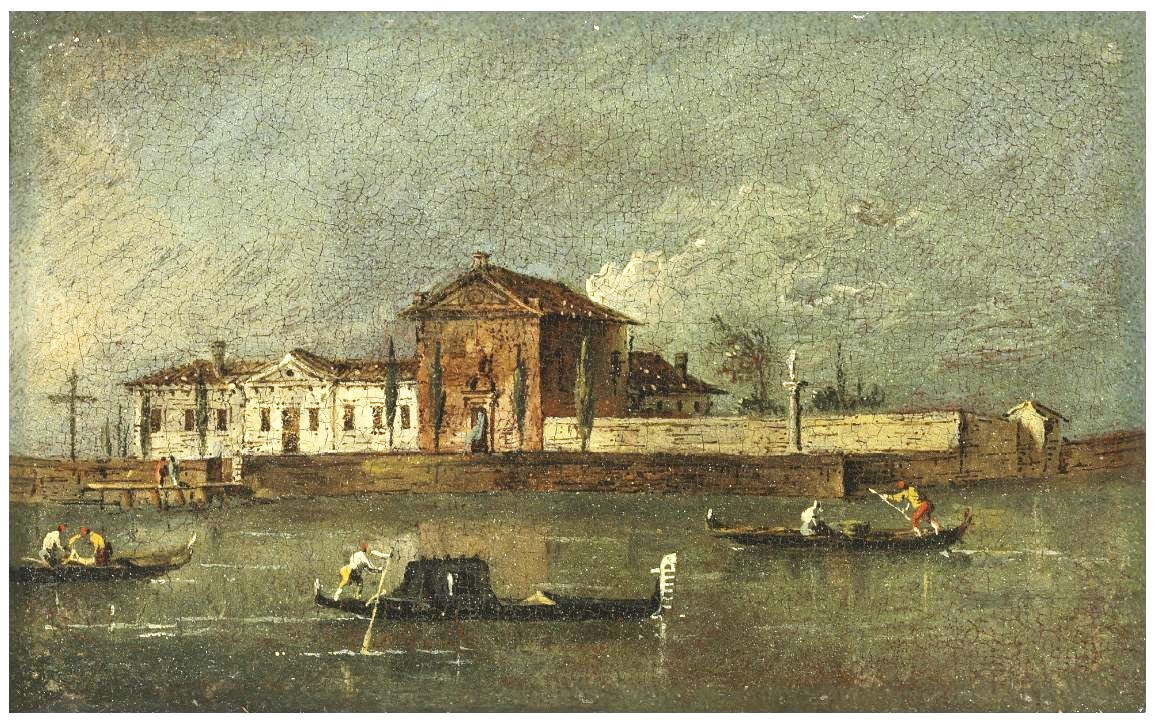
Giacomo Guardi,Isola Beata Vergine del Rosario
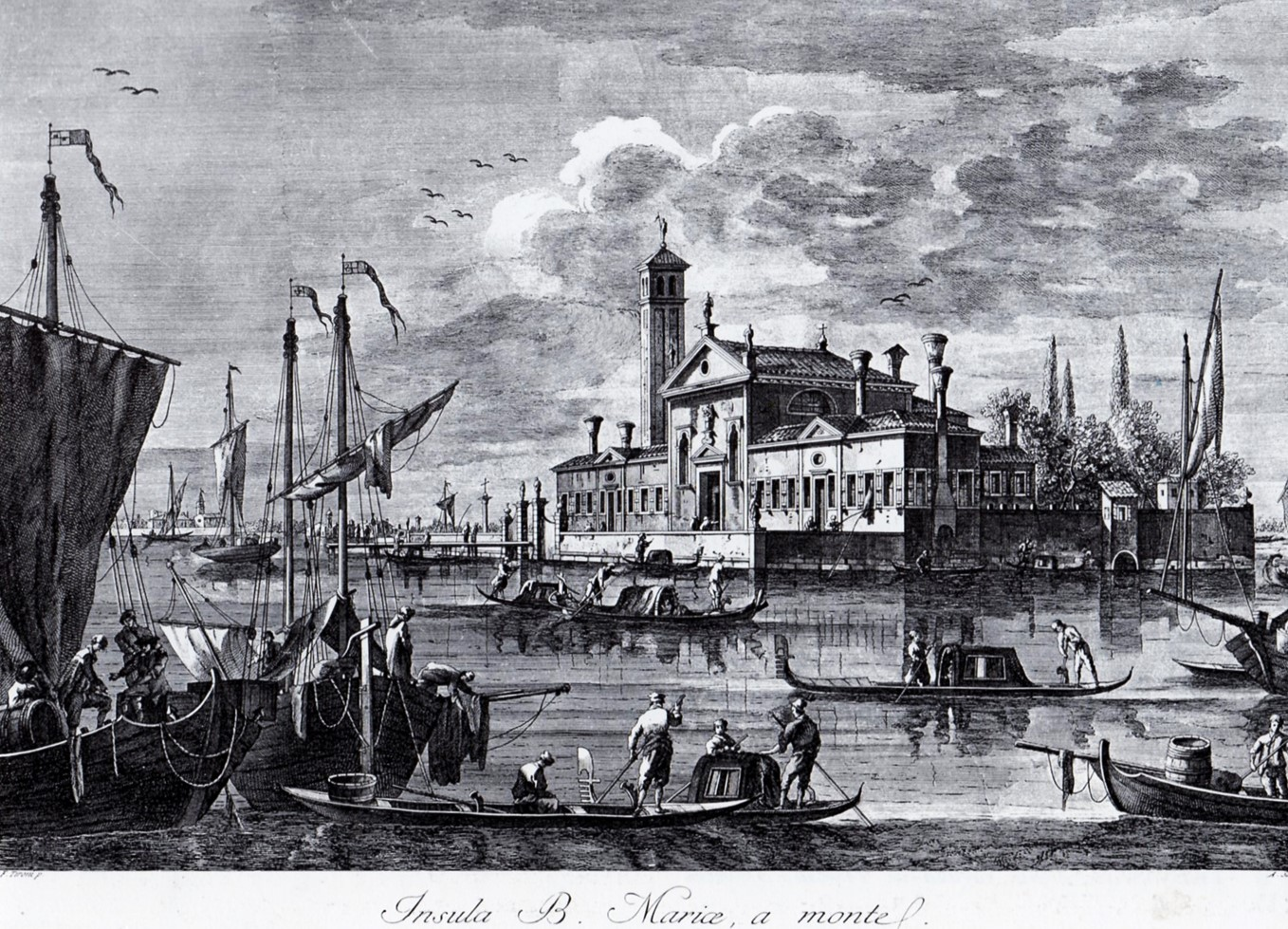
Isola Beata Maria a Monte, incisione, 1779
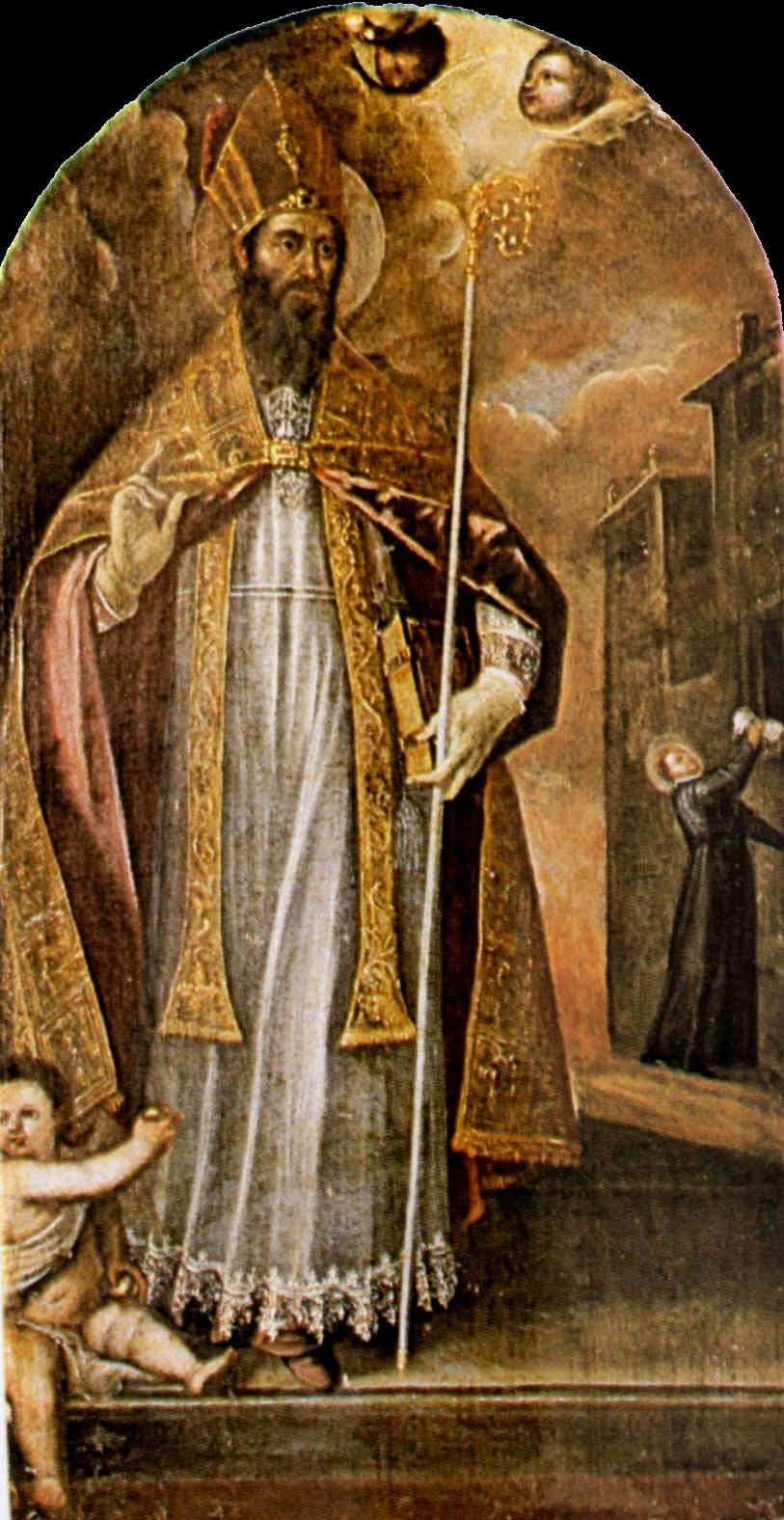
San Nicolò, tela cinquecentesca del monastero ora a Mazzorbo, Chiesa Santa Caterina
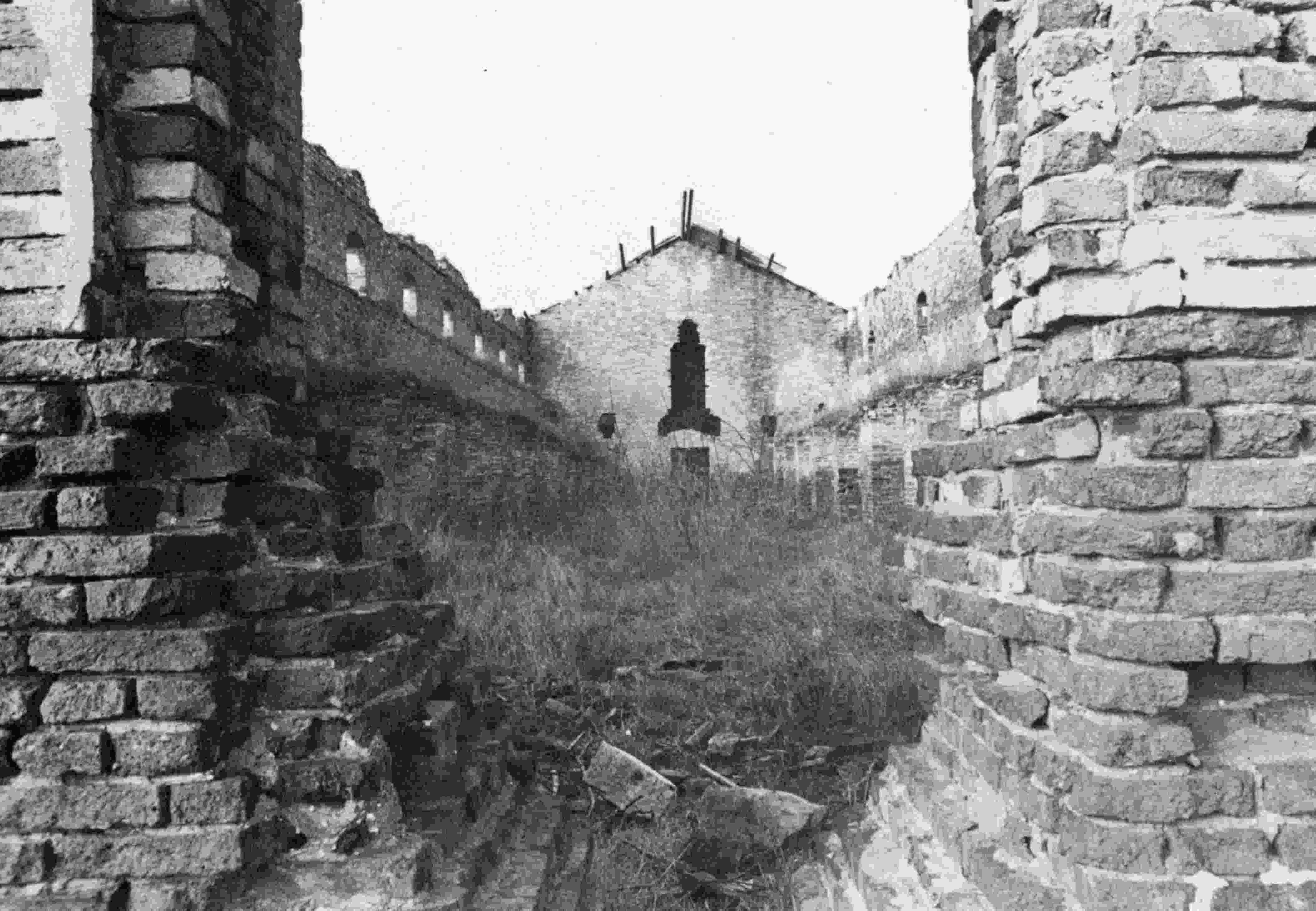
Madonna del Monte, Ruderi
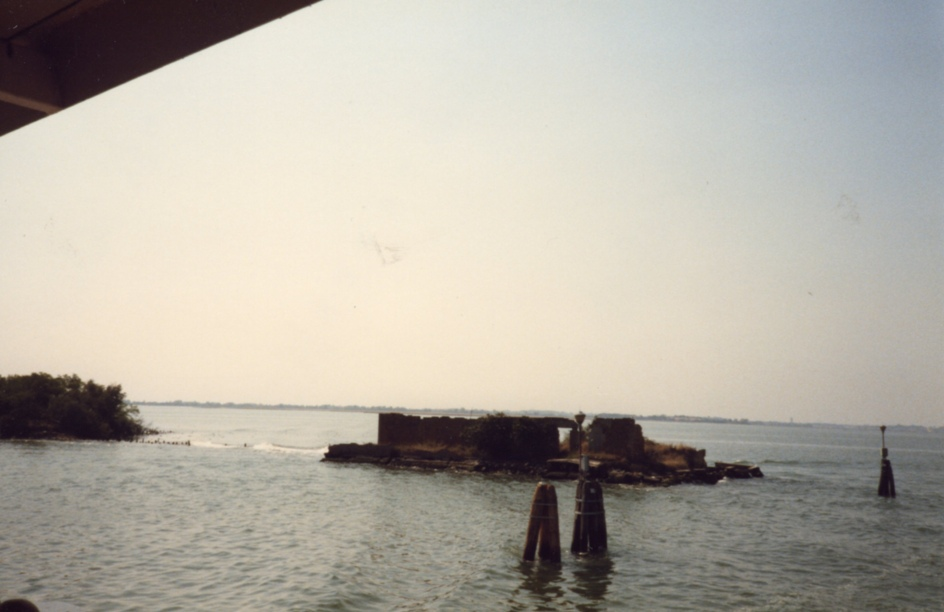
Madonna del Monte, foto anno 2015
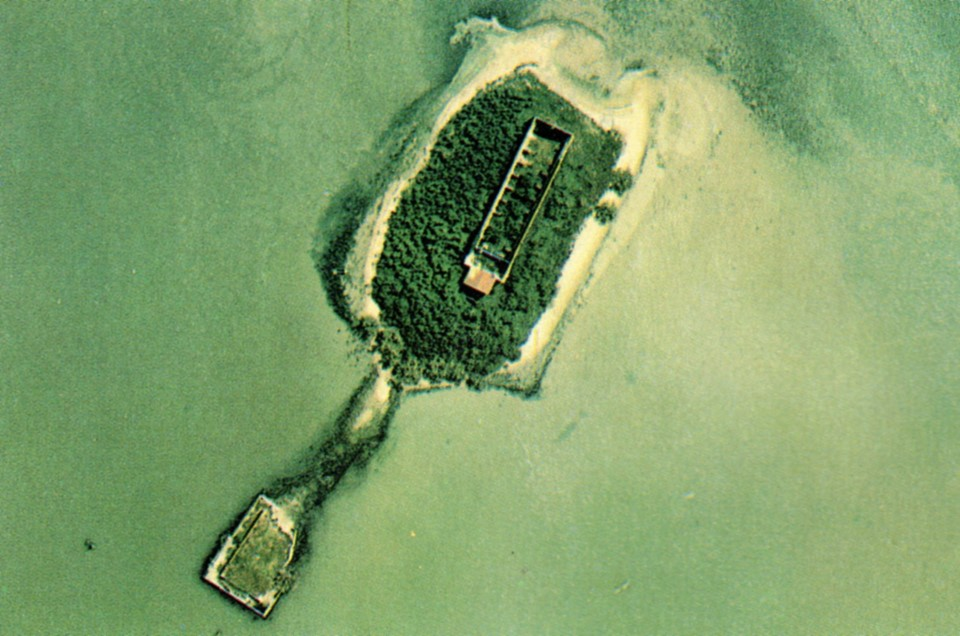
Madonna del Monte Veduta aerea